# Papyrus minier de Turin
Cet article concerne le papyrus minier de Turin. Pour les autres papyrus de Turin (érotique, judiciaire, etc.), voir Papyrus de Turin.

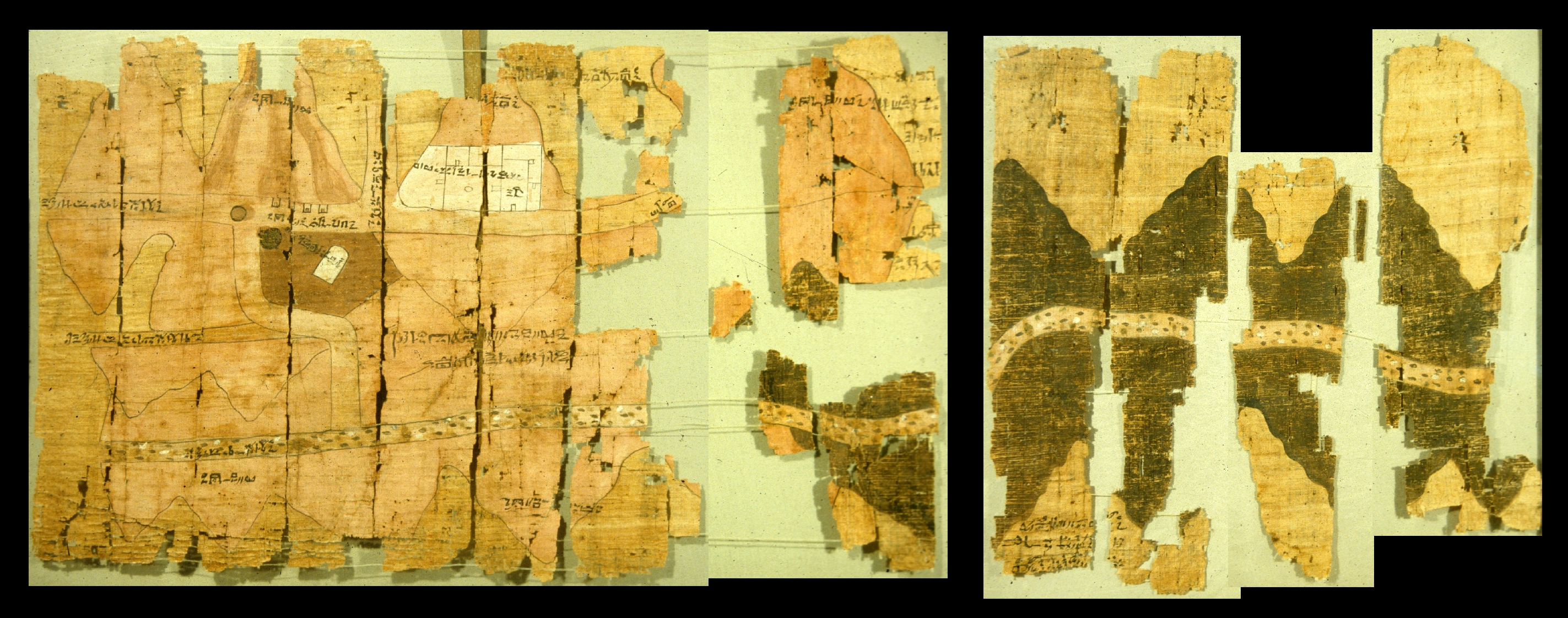
Première partie du papyrus minier de Turin.

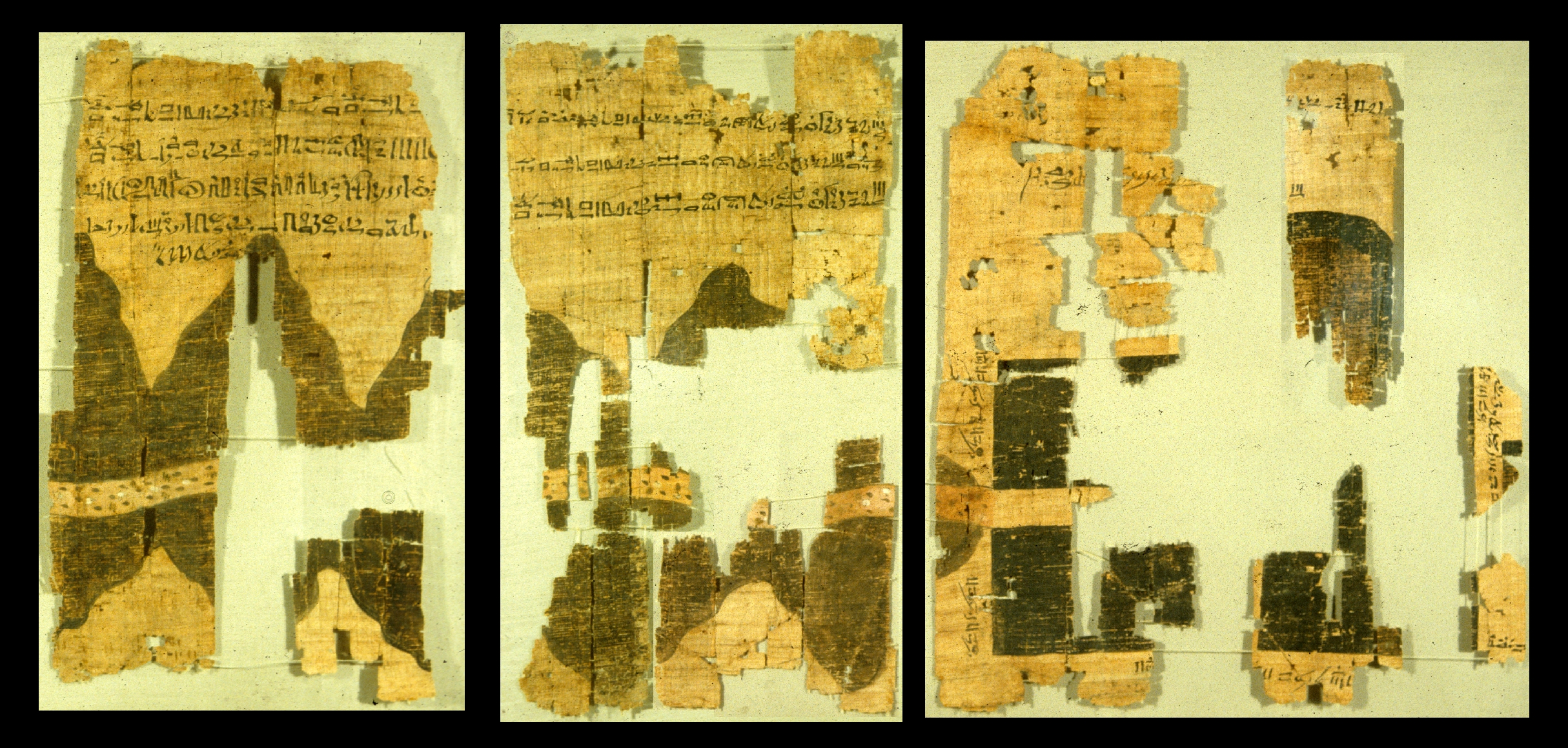
Seconde partie du papyrus minier de Turin.

Le papyrus minier de Turin est une ancienne carte égyptienne, généralement considérée comme la plus ancienne carte topographique connue. Il est parfois appelé papyrus des « mines d'or de Séthi Ier » .

## Découverte
Ce papyrus a été découvert à Deir el-Médineh à Thèbes, puis recueilli par Bernardino Drovetti avant 1824. 
Il est conservé dans la collection des « papyrus de Turin » au musée égyptologique de Turin.

## Origine
La carte a été dessinée vers 1150-1160 av. J.-C. afin de préparer une expédition d'extraction de roches dédiées à la construction de statues pour Ramsès IV. Le scribe Amennakhte, titulaire du titre de « scribe de la tombe » qui donne une position importante dans l'administration égyptienne, est généralement considéré comme son auteur, même si la carte pourrait être issue de travaux antérieurs et donc dessinée par plusieurs personnes.

## Interprétations

### Disposition des fragments
La disposition relative des différents morceaux de papyrus fait l'objet d'une discussion scientifique. 
Actuellement, les fragments sont disposés sur un format de 280 cm de long pour 41 de haut. Mais selon une reconstitution de 1992 par Harrel et Brown, ils devraient être présentés sur une longueur réduite de 210 cm,.
Les propositions de l'égyptologue français Georges Goyon qui l'avait traduit en premier lieu, et du géologue américain James A. Harrell, diffèrent notamment sur le positionnement des fragments 17 et 20.

### Localisation
Selon l'interprétation communément admise, la carte représenterait la région de Ouadi Hammamat dans le désert Arabique. Elle détaillerait un tronçon de 15 km de l'oued, incluant sa confluence avec d'autres oueds, la carrière de pierre, un village et d'anciennes mines d'or exploitées à l'époque de Séthi Ier, en proposant de nombreuses annotations. 
À la suite de la découverte de traces de taille de pierre lors de prospections dans le désert oriental égyptien, le tailleur de pierre français Philippe Bruschi découvre l'existence de ce papyrus qui présente des similitudes fortes avec ses observations de terrain. En 2023, avec Gilbert Margueritte, il propose une nouvelle interprétation du papyrus minier de Turin dont la carte représenterait une vallée située plus au nord, à proximité Hurghada et couvrirait notamment le site déjà connu des Mons Porphyrites (en). Ils encouragent à la mise en place de nouvelles fouilles centrées sur la recherche de certains éléments présents sur la carte et actuellement non découverts (stèle dédiée à Séthi Ier, sanctuaire du dieu Amon). 